# Partners (1993)
Partners ist ein US-amerikanischer Kurzfilm von 1993 unter der Regie von Peter Weller. Die Hauptrollen sind besetzt mit Graham Beckel, Joseph Maher, Griffin Dunne und Marg Helgenberger. Der Film war 1994 für einen Oscar nominiert.

## Inhalt
Dean Robinson ist gerade als Juniorpartner in eine noble Anwaltskanzlei eingestiegen. Er begleitet den Chef der Kanzlei zu einem Treffen mit Terry Bidwell, Versandunternehmer, und ein besonders wichtiger Klient des Anwaltsbüros. Im Haus des Unternehmers treffen die Männer auf Terrys sehr gut aussehende Frau Georgeanne. Dean erkennt in ihr leicht geschockt die Frau, mit der er in seiner Collegezeit liiert war. Das alte Gefühl scheint wieder Besitz von ihm zu ergreifen, zumal er von Georgeanne mit großer Freude begrüßt wird.
Als er Georgeanne nach einiger Zeit und nachdem so einiges schiefgelaufen ist, spontan bittet, mit ihm wegzulaufen, willigt sie überraschend ein. In Deans Auto rasen sie den Pacific Coast Highway entlang und halten an einem Aussichtspunkt. Ganz plötzlich ändern sich Deans Gefühle jedoch, er begreift, dass er nicht mehr der junge Mann von einst ist und dass das, was er für Georgeanne glaubte zu empfinden, der Vergangenheit geschuldet ist. Nachdem er seiner einstigen Highschoolliebe erklärt hat, was in ihm vorgeht, fährt er sie zurück nach Hause. 
Das Ende der Geschichte ist das aber noch nicht.

## Produktionsnotizen
Der von Chanticleer Films produzierte Film wurde in den Vereinigten Staaten erstmals am 12. November 1993 veröffentlicht. Als Sound-Editors fungierten Stephen Flick, R. J. Kizer, Dean Beville und John Hulsman.
Musik im Film: 
- Eighty-One von Miles Davis und Ron Carter
- Two Faced von Wayne Shorter
- Rhapsodie über ein Thema von Paganini, op. 43 von Rachmaninow, gespielt vom Budapest Philharmonic Orchestra
- Rebel Music (3 O’Clock Roadblock) von Bob Marley, Aston Barrett und Hugh Peart

## Auszeichnung
Academy Awards, USA 1994
- Oscarnominierung für Peter Weller und Jana Sue Memel mit und für den Film in der Kategorie „Bester Kurzfilm“